# Dolichoneura oxypteraria
Dolichoneura oxypteraria là một loài bướm đêm trong họ Geometridae.